# Panthera
A Panthera a ragadozók (Carnivora) rendjébe tartozó macskafélék (Felidae) családjának egy neme.

## Fajok
- †Panthera crassidens
- †európai jaguár (Panthera gombaszoegensis)
- oroszlán (Panthera leo)
- jaguár (Panthera onca)
- †Panthera palaeosinensis
- †Panthera pardoides
- leopárd (Panthera pardus) - típusfaj
- †Panthera schaubi
- †Panthera schreuderi
- †barlangi oroszlán (Panthera spelaea)
- hópárduc (Panthera uncia)
- tigris (Panthera tigris)
- †Panthera toscana
- †Panthera youngi